# Poésie présente
 (février 2024).
Si vous disposez d'ouvrages ou d'articles de référence ou si vous connaissez des sites web de qualité traitant du thème abordé ici, merci de compléter l'article en donnant les références utiles à sa vérifiabilité et en les liant à la section « Notes et références ».
Poésie présente est une revue de poésie française. Elle a été éditée par René Rougerie.
Publiée avec le concours du Centre national des lettres, elle a édité des poètes comme Jean Follain, Hélène Cadou, Daniel Lefèvre. Luc Bérimont...